# Rokytnice nad Jizerou
Rokytnice nad Jizerou (in tedesco Rochlitz) è una città della Repubblica Ceca facente parte del distretto di Semily, nella regione di Liberec.